# Hahmajärvi (sjö i Mellersta Finland)
Hahmajärvi är en sjö i Finland. Den ligger i kommunen Kuhmois i landskapet Mellersta Finland, i den södra delen av landet, 160 km norr om huvudstaden Helsingfors. Hahmajärvi ligger 129,6 meter över havet. Den är 26,07 meter djup. Arean är 6,18 kvadratkilometer och strandlinjen är 27,75 kilometer lång. Sjön  ingår i Kumo älvs huvudavrinningsområde.   I omgivningarna runt Hahmajärvi växer i huvudsak barrskog. Den sträcker sig 3,6 kilometer i nord-sydlig riktning, och 3,7 kilometer i öst-västlig riktning.

## Öar
- Lukkarinsaari, ö i Kuhmois, 61°35′07″N 25°01′04″Ö / 61.5853°N 25.0178°Ö (2 ha)
- Kanisaari, ö i Kuhmois, 61°35′15″N 24°59′02″Ö / 61.5876°N 24.984°Ö (1 ha)
- Verkkosaari, ö i Kuhmois, 61°35′44″N 24°59′03″Ö / 61.5955°N 24.9842°Ö (0 ha)
- Lintula, ö i Kuhmois, 61°35′19″N 24°59′42″Ö / 61.5886°N 24.9951°Ö (0 ha)
- Selkäsaaret, ö i Kuhmois, 61°35′11″N 24°59′10″Ö / 61.5865°N 24.9862°Ö (0 ha)
- Virstassaari, ö i Kuhmois, 61°34′42″N 25°00′57″Ö / 61.5782°N 25.0159°Ö (0 ha)
- Parisaari, ö i Kuhmois, 61°34′37″N 25°00′08″Ö / 61.5769°N 25.0023°Ö (0 ha)
- Harmaankivensaari, ö i Kuhmois, 61°34′36″N 25°00′31″Ö / 61.5768°N 25.0086°Ö (0 ha)
- Hattusaari, ö i Kuhmois, 61°34′54″N 25°01′03″Ö / 61.5818°N 25.0174°Ö (0 ha)